# 白蛇
白蛇（しろへび、はくじゃ、びゃくだ）とは、白化現象を起こした蛇である。その希少性により日本各地で縁起のいい動物として信仰の対象となっている。

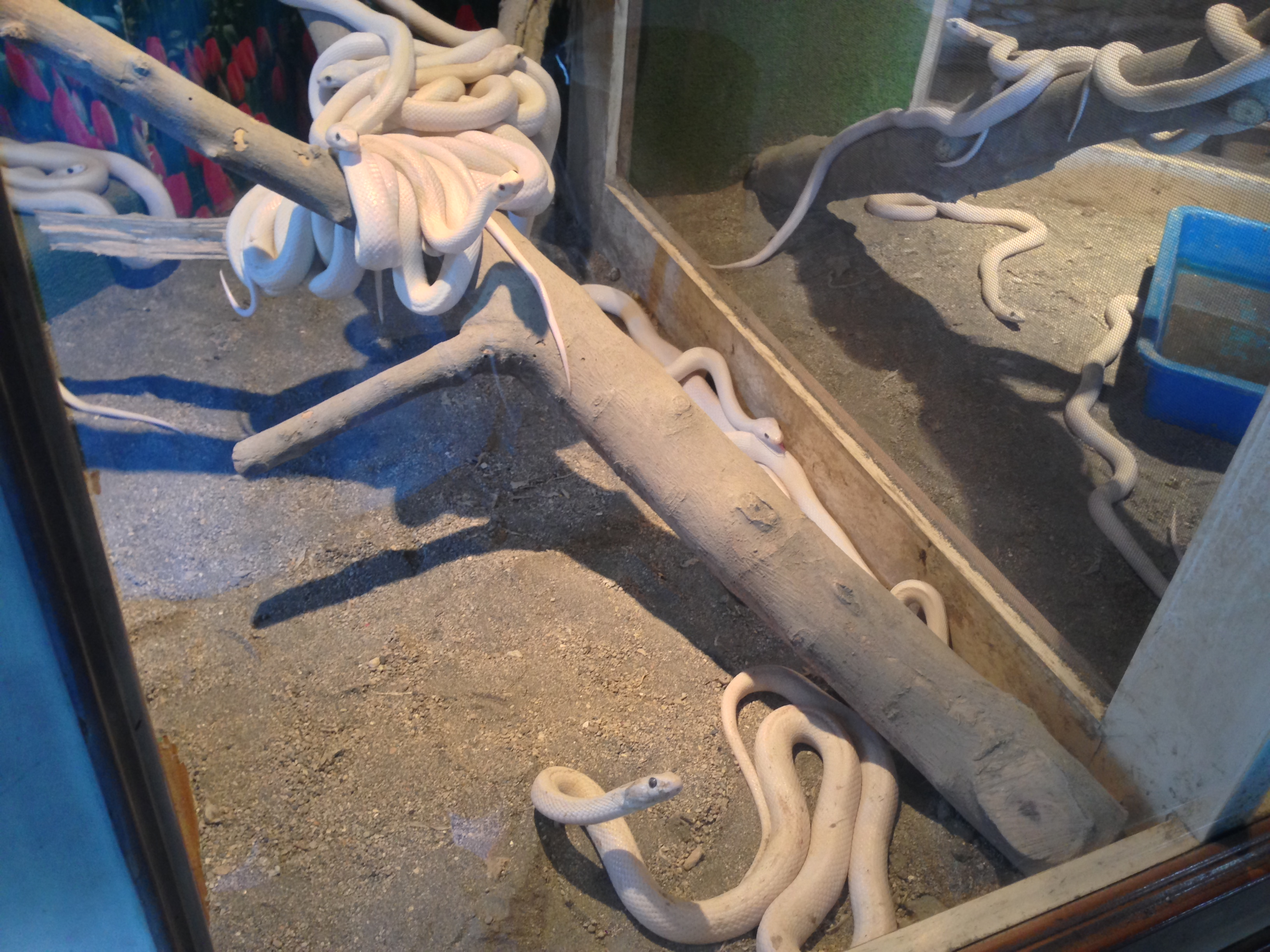
台湾桃園市楊梅区白蛇廟白蛇

東京都では、弁才天の使いとして富をもたらす存在として知られるが、神奈川県では、白蛇だけではなく蛇一般が弁財天の使いであり、白蛇も蛇も本質的には同じ扱いである。また水神としても有名である。これはその他多くの蛇神と共通するものでもある。諏訪神社の神使など、多くの神社・仏閣で祀られている（例として、女神である彦瀧大明神の神体は白蛇とされ、生出神社では、白蛇が現れたため、諏訪明神を祀るようになったとされる）。

## 各地の伝承・伝説・俗信
- 北海道鹿追町では、「白蛇姫」の伝承があり、要約すると、かつてアイヌ語でクテクウシと呼ばれていた頃、飢饉が起こり、多くの人がコタンを去る中、残った人々がカムイに祈り、皆が眠った際、夢の中に女神が現れ、白蛇を使いとして出すから後を追いなさいというお告げを受け、目を覚ますと皆同じ夢を見たと証言する。その後、白蛇の後を追い、困難を乗り越えた末、然別湖に辿り着くと、魚やザリガニを大漁に釣り、飢饉から救われた（鹿追町のHP「歴史・文化・伝承」内で物語を見られる）。
- 茨城県ひたちなか市勝田地区の伝承では、「天王様の使いであり、いじめたり、殺すと金使いが荒くなり、病気になるため、いじめてはいけない」、「仏の魂であり、家の神様で、吉凶の際、現れる」、「お稲荷様の使いで、どばっだという池の水を飲んで帰った」、「青大将の変身で、殺すと祟られる、足を折った際になかなか治らず、易者に、長虫（蛇の古語）に祟られていると診断された」などの伝えがある[3]。
- 富山県では、「白蛇は土蔵の神であり、殺してはならない」とする[4]。
- 奈良県天理市南六条の伝説では、「観音堂があり、毎月17日に観音講があったが、寒中詠歌33番をあげて堂の付近でとんどをした。すると白蛇が土中から現れたため、とんど火の中へ放り込んだ。その翌日もとんどしていると、また同じ白蛇が現れたため、再度火に放り込んだ。その昔、よく腹痛を起こす女性がいて、観音様を信仰し、断髪して、一生を男装で暮らした。そして田3反を献納して林慶法尼と名乗った。この女の営みをしないから、その祟りに白蛇に化けて出てくるのだというので、石塔を刻み供養をした。9月18日を命日として営みを続けている。ある夜、観音講をつとめていると、観音様の首の周りを3回ぐるりと白蛇が回った。詠歌を止めて般若心経を唱えると頭上に上がり、蛇は赤い針を出してのぞいた。しばらくして姿を消したが、その日は何年目かの命日であった。」[5]。
- 奈良県香芝市五位堂では、「昔、定井家の屋敷に白い蛇が住んでいたが、ある日、捕まえて、トウシで押さえておいた。翌朝見ると逃げていなかった。白い蛇は神さんだから自由に抜けられたのだという」[6]。
- 和歌山県高野山では、「美しい女性に化けて男を誘惑し、虜になった男を蛙やコウモリ、馬や牛に変えてしまう」[7]。
- 高知県幡多郡では、「ある家で味噌の中に白蛇がいて、味噌をいくら使っても減らなかったため、その白蛇を家の宝とした」[8]。

この他の俗信として、秋田県では、「出会うと災難が続く」、奈良県では、「殺すとその魂が夜に出て、首に巻き付く」、愛知県では、「白蛇を見ると死ぬ・祀ると福がある」、紀伊北部では、「白蛇にはさわるな」などがある。
多くの場合、殺すなと戒めているが、前述の天理市の伝説（白蛇を繰り返し、火に放り込んだ）の場合、とんど火という宗教行事（浄化火）が関係している。

### 公卿の記録
山科教言の日記『山科卿記』には、応永12年（1405年）8月23日以降のこととして、文庫の壁塗りのため、古壁を壊したところ、白蛇が現れたこと、27日に内壁を塗った時にも現れたため、目撃した人物の名前も記したことなどが残されている。この記録は、当時の公卿社会においても、同様の俗信＝白蛇は神の使い・白蛇は土蔵の神という認識であったことがわかる。